# ساندور برودي
ساندور برودي (بالمجرية: Bródy Sándor)‏ هو مدرب كرة قدم ولاعب كرة قدم مجري، ولد في 15 أغسطس 1884، وتوفي في 19 أبريل 1944. شارك مع منتخب المجر لكرة القدم. أما مع النوادي، فقد لعب مع نادي فيرينتسفاروشي.

## وصلات خارجية
- شاندور برودي على موقع الاتحاد الدولي (مؤرشف)  (الإنجليزية)
- شاندور برودي على موقع قاعدة بيانات كرة القدم.إي يو (الإنجليزية)
- شاندور برودي على موقع عالم كرة القدم.نت (الإنجليزية)
- شاندور برودي على موقع أوليمبيديا (الإنجليزية)